# Abbot Scotland vs Hamo the Sherrif
Abad Scotland vs Hamo the Sherrif o más precisamente contra Hamo the Steward, Sheriff de Kent como agente (o inquilino principal) del obispo Odo de Bayeux, conde de Kent (1076), fue una determinación de Guillermo de Inglaterra sobre una ley de tierras inglesa.
El asunto involucró una declaración civil (demanda) contra la donación hecha por un abad anterior de algunas tierras de la Abadía de San Agustín, Canterbury y su continua confiscación por parte del propio Guillermo. En este caso, el acusado directo era el terrateniente (inquilino principal) Hamo the Steward, alguacil de Kent que había sido juez en el caso Odo de Bayeux v Lanfranc (1071) cinco años antes.
El sheriff Hamo actuó como agente real, con licencia del rey, para Odo, hermano de Guillermo I de Inglaterra.

## Historia
La abadía, fundada en 598, recibió varias donaciones incrementales. El rey Eduardo el Confesor en 1055 dio dos de las tres partes de Fordwich Borough a la Abadía, la tercera parte fue confiscada por el sheriff pero entregada a la Abadía (ya sea antes o como resultado de esta acción) habiendo pertenecido al conde Godwin de Wessex (suegro de Eduardo).
El último abad (Egelsin), sajón, huyó de su cargo en 1070 de alguna manera, para unirse o habiéndose ya unido, a la resistencia del arzobispo Stigand a William. Antes de su huida y para ganarse el favor de los poderosos normandos, concedió a uno, Hamo (también registrado como Hamo de Crevequer, de apellido Vicecomes), varias propiedades, entre las que se encontraba el municipio de Fordwich. El rey avaló la confiscación de la tierra en su huida y lo reemplazó con el normando o pro-normando, Scotland, que demostró ser un abad astuto.
El abad Scotland recuperó para la abadía Plumstead y Fordwich, además de obtener pronto o simultáneamente concesiones reales de las iglesias de Faversham, Milton y Newington, y otras varias libertades. También comenzó la reconstrucción total de la abadía, completada por sus sucesores.

## Implicaciones
El caso formó parte de una serie de alegatos del siglo XI contra los normandos, cuya toma mayoritaria del poder, activos y dinero se registra en la cuenta de diez años de propiedad de la tierra del Domesday Book. Esta consolidación vio el 64 % de la tierra en Inglaterra pasar a manos de 150 personas; los demandantes descontentos incluían casas monásticas cuyos abades habían demostrado ser nobles y sobrevivientes de la nobleza anglosajona. Scotland murió en el cargo en 1087.